# Jorge Egger
Jorge Alejandro Egger Mancilla (Santiago, 26 de octubre de 1974) es un ingeniero informático, ajedrecista, y fundador de la Federación Nacional de Ajedrez de Chile (FENACH), en donde estuvo en el cargo de presidente entre los años 2003, 2007 y 2011 hasta el año 2018, cuando se conforma la Federación de Ajedrez de Chile (AJEFECH).

## Carrera
Es Maestro Internacional de ajedrez y ha sido ganador del Campeonato de ajedrez de Chile los años 1991, 1996 y 1999 (la primera vez solamente tenía dieciséis años). Ha defendido a su país en cinco Olimpíadas mundiales de ajedrez y a menudo en el segundo tablero.
Es reconocido dentro del ajedrez chileno por ser el impulsor de la gran reforma al deporte ciencia de su país en 2007, el cual se encontraba en una gran crisis económica, democrática y de transparencia desde la Federación de Ajedrez de Chile presidida por Alfonso Palma Cádiz durante diecisiete años.

#### Participaciones por Chile en Olimpiadas de Ajedrez
| Año  | Evento                    | Sede              |
| ---- | ------------------------- | ----------------- |
| 1992 | 30.ª Olimpiada de Ajedrez | Manila, Filipinas |
| 1994 | 31.ª Olimpiada de Ajedrez | Moscú, Rusia      |
| 1996 | 32.ª Olimpiada de Ajedrez | Ereván, Armenia   |
| 1998 | 33.ª Olimpiada de Ajedrez | Elista, Rusia     |
| 2000 | 34.ª Olimpiada de Ajedrez | Estambul, Turquía |